# Туснелда
Туснелда (на латински: Thusnelda; † след 26 май 17 г.) е дъщеря на херуския княз Сегест и съпруга на херуския княз Арминий.
Арминий е победителят в битката в Тевтобургската гора (9 г.). Туснелда е обещана от баща ѝ на друг мъж, но Арминий я отвлича през 14 / 15 г. и тя става негова съпруга.
Баща ѝ изпраща молба до Германик в Кьолн и през 15 г. той освобождава бременната Туснелда. Баща ѝ я дава на Германик и той я завежда в Равена, където ражда своя син Тумелик.
При триумфалното шествие на Германик на 26 май 17 г. Туснелда и Тумелик са представени на народа в Рим като военна плячка. Баща ѝ присъства като почетен гост.
След триумфалното шествие Туснелда и синът ѝ не са убити, а изпратени в изгнание в Равена. Вероятно Тумелик, синът на Арминий и Туснелда, умира като гладиатор.
На Туснелда е кръстен астероидът, открит на 30 септември 1880 г. от Йохан Пализа, 219 Туснелда.